# خسیس (فیلم ۲۰۲۳)
خسیس (به هندی: Kanjoos Makhichoos) فیلم هندی کمدی هندی-زبان، محصول سال ۲۰۲۳ است که کارگردانی آن را ویپول مهتا بر عهده داشت. این فیلم بر اساس نمایشنامه معروف گجراتی دروغ نگو، عزیزم (به هندی: Sajan Re Jhooth Mat Bolo) ساخته شد. بازیگران اصلی کونال خمو، شویتا تریپاتی، پیوش میشرا، الکا امین، راجیو گوپتا و راجو سریواستاوا هستند. فیلم در روز ۲۴ مارس ۲۰۲۳ بر روی پلت‌فرم زی۵ به نمایش درآمد.